# Natação nos Jogos Paralímpicos de Verão de 2012 - 100 m borboleta masculino
As competições de 100 metros borboleta masculino da natação nos Jogos Paralímpicos de Verão de 2012 foram disputadas entre os dias 30 de agosto e 6 de setembro no Centro Aquático de Londres, na capital britânica. Participaram desse evento atletas de 6 classes diferentes de deficiência.

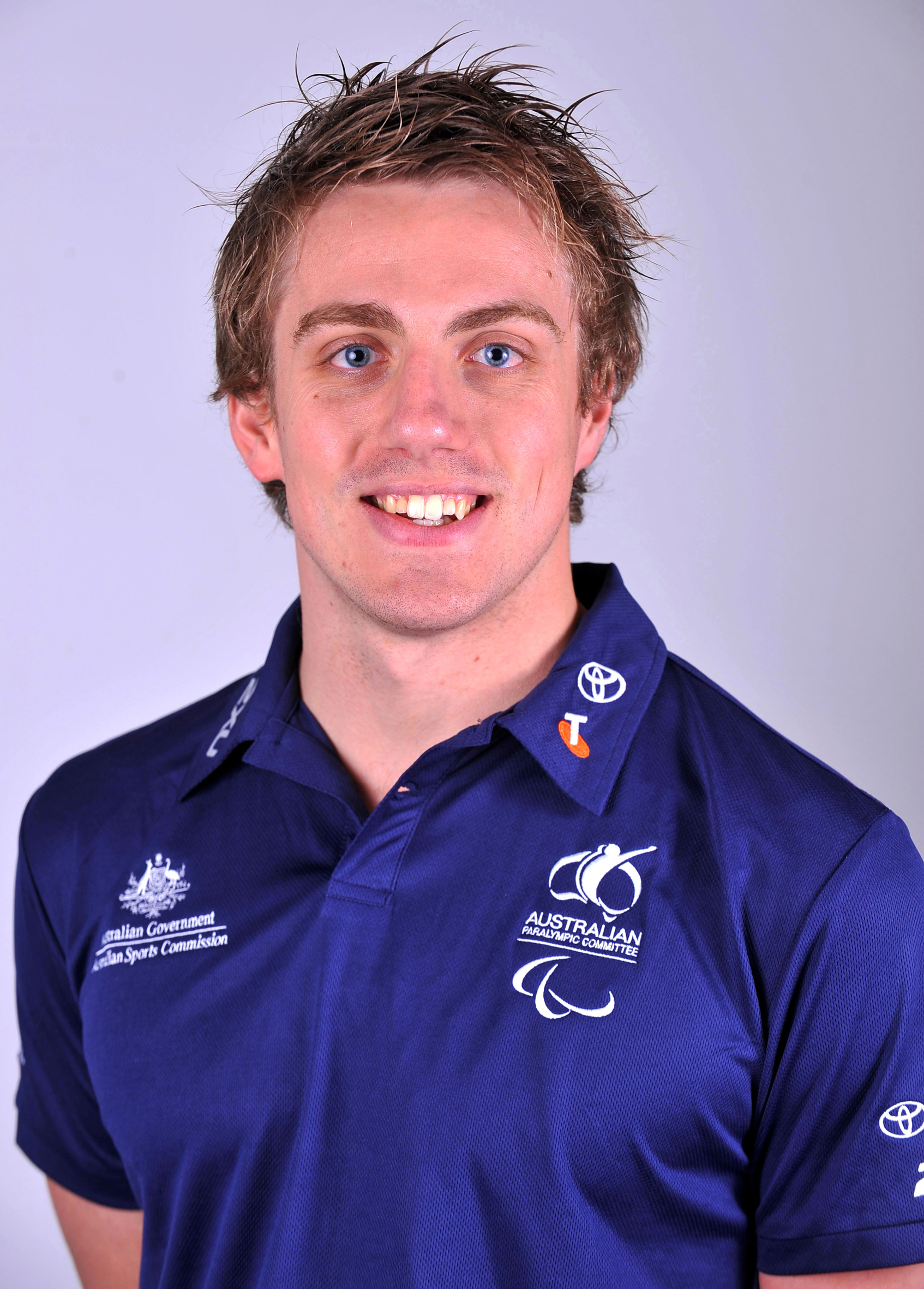
O australiano Matthew Cowdrey, competindo na classe S5, conquistou a medalha de prata nos 100 metros borboleta.

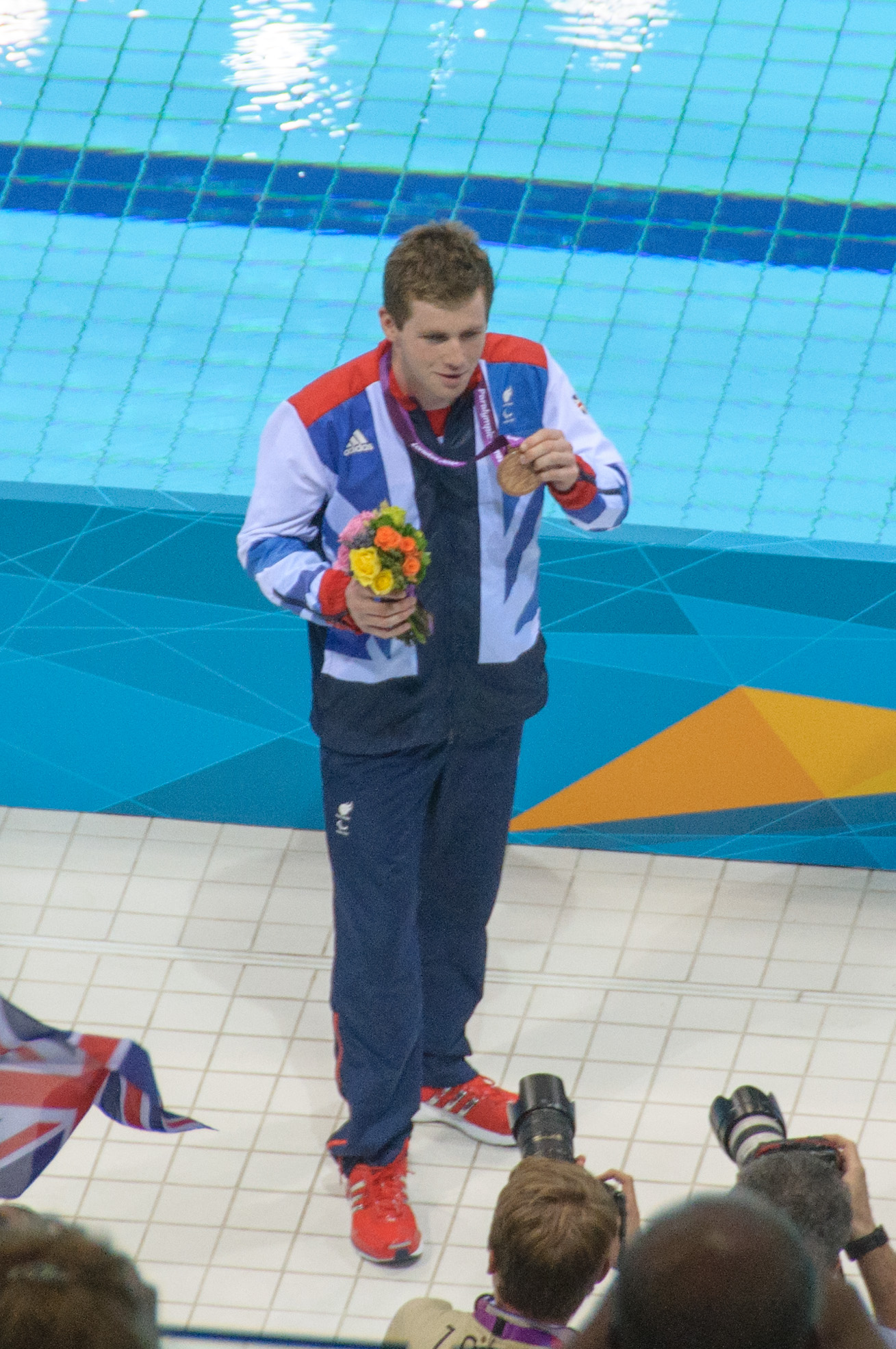
O britânico James Clegg ficou com a medalha de bronze nos 100 metros borboleta S12.

## Medalhistas

### Classe S8
| Ouro   | FRA Charles Rozoy |
| Prata  | CHN Wei Yanpeng   |
| Bronze | CHN Song Maodang  |

### Classe S9
| Ouro   | HUN Tamás Sors         |
| Prata  | AUS Matthew Cowdrey    |
| Bronze | ITA Federico Morlacchi |

### Classe S10
| Ouro   | BRA André Brasil    |
| Prata  | RUS Dmitry Grigorev |
| Bronze | RSA Achmat Hassiem  |

### Classe S11
| Ouro   | UKR Viktor Smyrnov  |
| Prata  | ESP Enhamed Enhamed |
| Bronze | JPN Keiichi Kimura  |

### Classe S12
| Ouro   | RUS Roman Makarov |
| Prata  | RUS Sergey Punko  |
| Bronze | GBR James Clegg   |

### Classe S13
| Ouro   | BLR Ihar Boki       |
| Prata  | RUS Roman Dubovoy   |
| Bronze | AUS Timothy Antalfy |

## S8

### Eliminatórias

#### Eliminatória 1
| Pos. | Raia | Atleta                      | Tempo   | Notas |
| ---- | ---- | --------------------------- | ------- | ----- |
| 1    | 4    | CHN Wang Jiachao            | 1:03.94 | Q     |
| 2    | 3    | RUS Evgeny Zimin            | 1:05.82 | Q     |
| 3    | 5    | GBR Sean Fraser             | 1:05.94 | Q     |
| 4    | 7    | IND Sharath Gayakwad        | 1:07.12 |       |
| 5    | 6    | DEN Niels Korfitz Mortensen | 1:08.75 |       |
| 6    | 2    | USA Rudy Garcia-Tolson      | 1:09.94 |       |

#### Eliminatória 2
| Pos. | Raia | Atleta                         | Tempo   | Notas |
| ---- | ---- | ------------------------------ | ------- | ----- |
| 1    | 5    | CHN Song Maodang               | 1:02.77 | Q     |
| 2    | 4    | CHN Wei Yanpeng                | 1:02.93 | Q     |
| 3    | 2    | ITA Michele Ferrarin           | 1:07.26 |       |
| 4    | 3    | HUN Ferenc Csuri               | 1:07.41 |       |
| 5    | 6    | USA Evan Ryan Austin           | 1:08.61 |       |
| 6    | 7    | ESP Alejandro Sánchez Palomero | 1:12.72 |       |

#### Eliminatória 3
| Pos. | Raia | Atleta                           | Tempo   | Notas |
| ---- | ---- | -------------------------------- | ------- | ----- |
| 1    | 4    | FRA Charles Rozoy                | 1:01.18 | Q     |
| 2    | 5    | RUS Denis Tarasov                | 1:05.22 | Q     |
| 3    | 3    | ESP Jaime Bailon Galindo         | 1:06.54 |       |
| 4    | 6    | GBR Oliver Hynd                  | 1:07.62 |       |
| 5    | 2    | MEX Luis Armando Andrade Guillén | 1:08.06 |       |
| 6    | 7    | AUT Andreas Onea                 | 1:09.43 |       |
| —    | 1    | DEN Mikkel Asmussen              | DNS     |       |

### Final
| Pos.   | Raia | Atleta                   | Tempo   | Notas |
| ------ | ---- | ------------------------ | ------- | ----- |
| Ouro   | 4    | FRA Charles Rozoy        | 1:01.24 |       |
| Prata  | 3    | CHN Wei Yanpeng          | 1:01.66 |       |
| Bronze | 5    | CHN Song Maodang         | 1:01.99 |       |
| 4      | 6    | CHN Wang Jiachao         | 1:02.00 |       |
| 5      | 2    | RUS Denis Tarasov        | 1:02.05 |       |
| 6      | 1    | GBR Sean Fraser          | 1:05.99 |       |
| 7      | 7    | RUS Evgeny Zimin         | 1:06.34 |       |
| 8      | 8    | ESP Jaime Bailón Galindo | 1:06.35 |       |

## S9

### Eliminatórias

#### Eliminatória 1
| Pos. | Raia | Atleta                   | Tempo    | Notas |
| ---- | ---- | ------------------------ | -------- | ----- |
| 1    | 4    | ITA Federico Morlacchi   | 01:01.68 | Q     |
| 2    | 2    | HUN Tamás Tóth           | 01:02.44 | Q     |
| 3    | 3    | UKR Andriy Sirovatchenko | 01:02.60 | Q     |
| 4    | 5    | CRO Kristijan Vincetić   | 01:03.25 |       |
| 5    | 6    | HUN Csaba Meilinger      | 01:03.65 |       |
| 6    | 1    | AUS Michael Auprince     | 01:05.33 |       |
| 7    | 8    | GER Martin Schulz        | 01:06.54 |       |
| 8    | 7    | UKR Iurii Martynov       | 01:08.81 |       |

#### Eliminatória 2
| Pos. | Raia | Atleta                        | Tempo    | Notas |
| ---- | ---- | ----------------------------- | -------- | ----- |
| 1    | 4    | HUN Tamás Sors                | 59.94    | Q     |
| 2    | 3    | ESP José Antonio Mari Alcaraz | 01:01.65 | Q     |
| 3    | 6    | AUS Brenden Hall              | 01:01.82 | Q     |
| 4    | 5    | AUS Matthew Cowdrey           | 01:02.31 | Q     |
| 5    | 2    | ESP Jesús Collado             | 01:02.57 | Q     |
| 6    | 1    | RUS Eduard Samarin            | 01:03.17 |       |
| 7    | 7    | USA Cory Bureau               | 01:03.66 |       |
| 8    | 8    | USA Michael Prout             | 01:05.22 |       |

### Final
| Pos.   | Raia | Atleta                        | Tempo    | Notas |  |
| ------ | ---- | ----------------------------- | -------- | ----- |  |
| Ouro   | 4    | HUN Tamás Sors                | 59.54    |       |  |
| Prata  | 2    | AUS Matthew Cowdrey           | 59.91    |       |  |
| Bronze | 3    | ITA Federico Morlacchi        | 01:00.77 |       |  |
| 4      | 5    | ESP José Antonio Mari Alcaraz | 01:00.98 |       |  |
| 5      | 1    | ESP Jesús Collado             | 01:01.28 |       |  |
| 6      | 6    | AUS Brenden Hall              | 01:01.31 |       |  |
| 7      | 7    | HUN Tamás Tóth                | 01:01.37 |       |  |
| 8      | 8    | UKR Andriy Sirovatchenko      | 01:03.63 |       |  |

## S10

### Eliminatórias

#### Eliminatória 1
| Pos. | Raia | Atleta                 | Tempo   | Notas |
| ---- | ---- | ---------------------- | ------- | ----- |
| 1    | 4    | RUS Dmitry Grigorev    | 57.59   | Q     |
| 2    | 3    | BRA Phelipe Rodrigues  | 59.16   | Q     |
| 3    | 5    | AUS Andrew Pasterfield | 59.47   | Q     |
| 4    | 2    | RUS Pavel Poltavtsev   | 1:00.66 |       |
| 5    | 6    | GER Lucas Ludwig       | 1:00.85 |       |
| 6    | 7    | CAN Isaac Bouckley     | 1:03.42 |       |
| 7    | 1    | URU Gonzalo Dutra      | 1:18.01 |       |

#### Eliminatória 2
| Pos. | Raia | Atleta                     | Tempo   | Notas |
| ---- | ---- | -------------------------- | ------- | ----- |
| 1    | 4    | ESP David Levecq           | 58.40   | Q     |
| 2    | 5    | RSA Achmat Hassiem         | 58.46   | Q     |
| 3    | 6    | USA Ian Jaryd Silverman    | 59.77   | Q     |
| 4    | 3    | DEN Lasse Winther Andersen | 1:00.01 |       |
| 5    | 2    | UKR Maksym Isaiev          | 1:03.10 |       |
| 6    | 7    | USA Dalton Herendeen       | 1:04.20 |       |
| 7    | 1    | USA Joe Wise               | 1:05.63 |       |

#### Eliminatória 3
| Pos. | Raia | Atleta                  | Tempo   | Notas |
| ---- | ---- | ----------------------- | ------- | ----- |
| 1    | 4    | BRA André Brasil        | 58.72   | Q     |
| 2    | 5    | NED Mike van der Zanden | 59.00   | Q     |
| 3    | 6    | CAN Nathan Stein        | 59.81   |       |
| 4    | 3    | GBR James Hollis        | 59.98   |       |
| 5    | 7    | AUS Rick Pendleton      | 1:01.30 |       |
| 6    | 2    | GBR Robert Welbourn     | 1:01.96 |       |
| 7    | 1    | GBR Graham Edmunds      | 1:05.48 |       |
| 8    | 8    | MLT Matthew Sultana     | 1:16.94 |       |

### Final
| Pos.   | Raia | Atleta                  | Tempo | Notas               |
| ------ | ---- | ----------------------- | ----- | ------------------- |
| Ouro   | 6    | BRA André Brasil        | 56.35 | Recorde paralímpico |
| Prata  | 4    | RUS Dmitry Grigorev     | 56.89 | Recorde europeu     |
| Bronze | 3    | RSA Achmat Hassiem      | 57.76 | Recorde africano    |
| 4      | 5    | ESP David Levecq        | 57.90 |                     |
| 5      | 7    | BRA Phelipe Rodrigues   | 58.79 |                     |
| 6      | 2    | NED Mike van der Zanden | 59.39 |                     |
| 7      | 1    | AUS Andrew Pasterfield  | 59.49 |                     |
| 8      | 8    | USA Ian Jaryd Silverman | 59.93 |                     |

## S11

### Eliminatórias

#### Eliminatória 1
| Pos. | Raia | Atleta                         | Tempo   | Notas |
| ---- | ---- | ------------------------------ | ------- | ----- |
| 1    | 3    | ESP Israel Oliver              | 1:05.51 | Q     |
| 2    | 4    | UKR Oleksandr Mashchenko       | 1:05.68 | Q     |
| 3    | 5    | UKR Viktor Smyrnov             | 1:05.76 | Q     |
| 4    | 6    | JPN Junichi Kawai              | 1:07.98 | Q     |
| 5    | 2    | COL Leider Alveiro Lemus Rojas | 1:11.02 |       |
| 6    | 7    | THA Rattaporn Jearchan         | 1:29.92 |       |

#### Eliminatória 2
| Pos. | Raia | Atleta                 | Tempo   | Notas |
| ---- | ---- | ---------------------- | ------- | ----- |
| 1    | 5    | USA Bradley Snyder     | 1:05.06 | Q     |
| 2    | 3    | JPN Keiichi Kimura     | 1:06.29 | Q     |
| 3    | 4    | ESP Enhamed Enhamed    | 1:06.54 | Q     |
| 4    | 6    | CAN Donovan Tildesley  | 1:08.76 | Q     |
| 5    | 7    | RUS Alexander Chekurov | 1:09.97 |       |
| 6    | 2    | CUB Yunerki Ortega     | 1:15.42 |       |

### Final
| Pos.   | Raia | Atleta                   | Tempo   | Notas            |
| ------ | ---- | ------------------------ | ------- | ---------------- |
| Ouro   | 6    | UKR Viktor Smyrnov       | 1:03.32 |                  |
| Prata  | 7    | ESP Enhamed Enhamed      | 1:03.93 |                  |
| Bronze | 2    | JPN Keiichi Kimura       | 1:04.70 | Recorde asiático |
| 4      | 4    | USA Bradley Snyder       | 1:05.42 |                  |
| 5      | 3    | UKR Oleksandr Mashchenko | 1:05.76 |                  |
| 6      | 1    | JPN Junichi Kawai        | 1:07.22 |                  |
| 7      | 5    | ESP Israel Oliver        | 1:07.72 |                  |
| 8      | 8    | CAN Donovan Tildesley    | 1:07.96 |                  |

## S12

### Eliminatórias

#### Eliminatória 1
| Pos. | Raia | Atleta                | Tempo   | Notas |
| ---- | ---- | --------------------- | ------- | ----- |
| 1    | 3    | GBR James Clegg       | 59.99   | Q     |
| 2    | 4    | RUS Sergey Punko      | 1:00.14 | Q     |
| 3    | 5    | UKR Anton Stabrovskyy | 1:00.62 | Q     |
| 4    | 6    | GER Daniel Simon      | 1:02.51 | Q     |
| 5    | 2    | BLR Uladzimir Izotau  | 1:02.89 |       |
| 6    | 7    | ITA Fabrizio Sottile  | 1:03.97 |       |
| 7    | 1    | BLR Yury Rudzenok     | 1:08.25 |       |
| 8    | 8    | KAZ Anuar Akhmetov    | 1:15.89 |       |

#### Eliminatória 2
| Pos. | Raia | Atleta                        | Tempo   | Notas |
| ---- | ---- | ----------------------------- | ------- | ----- |
| 1    | 4    | RUS Roman Makarov             | 57.53   | Q     |
| 2    | 5    | USA Tucker Dupree             | 59.89   | Q     |
| 3    | 3    | ESP Omar Font                 | 1:01.07 | Q     |
| 4    | 2    | COL Daniel Giraldo Correa     | 1:02.72 | Q     |
| 5    | 6    | ESP Albert Gelis              | 1:03.05 |       |
| 6    | 7    | UKR Sergii Klippert           | 1:04.29 |       |
| 7    | 1    | UKR Oleg Tkalienko            | 1:06.56 |       |
| 8    | 8    | ESP José Ramon Cantero Elvira | 1:09.20 |       |

### Final
| Pos.   | Raia | Atleta                    | Tempo   | Notas |
| ------ | ---- | ------------------------- | ------- | ----- |
| Ouro   | 4    | RUS Roman Makarov         | 57.21   |       |
| Prata  | 6    | RUS Sergey Punko          | 59.47   |       |
| Bronze | 3    | GBR James Clegg           | 1:00.00 |       |
| 4      | 5    | USA Tucker Dupree         | 1:00.15 |       |
| 5      | 2    | UKR Anton Stabrovskyy     | 1:00.17 |       |
| 6      | 7    | ESP Omar Font             | 1:00.59 |       |
| 7      | 1    | GER Daniel Simon          | 1:02.10 |       |
| 8      | 8    | COL Daniel Giraldo Correa | 1:02.75 |       |

## S13

### Eliminatórias

#### Eliminatória 1
| Pos. | Raia | Atleta              | Tempo   | Notas |
| ---- | ---- | ------------------- | ------- | ----- |
| 1    | 4    | BLR Ihar Boki       | 57.06   | Q     |
| 2    | 5    | RSA Charles Bouwer  | 59.03   | Q     |
| 3    | 6    | UZB Kirill Pankov   | 59.62   | Q     |
| 4    | 3    | UKR Danylo Chufarov | 59.92   | Q     |
| 5    | 2    | NZL Daniel Holt     | 1:02.77 |       |

#### Eliminatória 2
| Pos. | Raia | Atleta                     | Tempo   | Notas |
| ---- | ---- | -------------------------- | ------- | ----- |
| 1    | 4    | AUS Timothy Antalfy        | 56.03   | Q     |
| 2    | 3    | RUS Roman Dubovoy          | 58.15   | Q     |
| 3    | 5    | BLR Dzmitry Salei          | 58.27   | Q     |
| 4    | 6    | AUS Sean Russo             | 1:01.61 | Q     |
| 4    | 2    | CAN Brian Hill             | 1:01.61 |       |
| 6    | 7    | RUS Aleksandr Golintovskii | 1:03.26 |       |

### Repescagem
Sean Russo e Brian Hill marcaram o mesmo tempo nas eliminatórias e tiveram que nadar novamente para decidir quem iria para a final.
| Pos. | Raia | Atleta         | Tempo   | Notas |
| ---- | ---- | -------------- | ------- | ----- |
| 1    | 4    | AUS Sean Russo | 1:01.24 | Q     |
| 2    | 5    | CAN Brian Hill | 1:02.72 |       |

### Final
| Pos.   | Raia | Atleta              | Tempo   | Notas               |
| ------ | ---- | ------------------- | ------- | ------------------- |
| Ouro   | 5    | BLR Ihar Boki       | 55.50   | Recorde paralímpico |
| Prata  | 3    | RUS Roman Dubovoy   | 56.37   |                     |
| Bronze | 4    | AUS Timothy Antalfy | 56.48   |                     |
| 4      | 1    | UKR Danylo Chufarov | 58.05   |                     |
| 5      | 6    | BLR Dzmitry Salei   | 58.47   |                     |
| 6      | 7    | UZB Kirill Pankov   | 59.37   | Recorde asiático    |
| 7      | 2    | RSA Charles Bouwer  | 59.39   |                     |
| 8      | 8    | AUS Sean Russo      | 1:01.57 |                     |

Legenda
| Recorde mundial      | Recorde mundial (World record)               |                       | Recorde africano                      | Recorde africano (African) |                                           | Q | Classificado por posição (Qualified) |
| Recorde paralímpico  | Recorde paralímpico (Paralympic record)      | Recorde da América    | Recorde da América (Americas)         | q                          | Classificado por melhor tempo (Qualified) |   |                                      |
| Melhor marca do ano  | Melhor marca do ano (World leading)          | Recorde asiático      | Recorde asiático (Asian)              | DNS                        | Não largou (Did not start)                |   |                                      |
| Recorde nacional     | Recorde nacional (National record)           | Recorde europeu       | Recorde europeu (European)            | DNF                        | Não terminou (Did not finish)             |   |                                      |
| Recorde pessoal      | Recorde pessoal do atleta (Personal best)    | Recorde da Oceania    | Recorde da Oceania (Oceania)          | DSQ / DQ                   | Desclassificado (Disqualified)            |   |                                      |
| Recorde da temporada | Recorde da temporada do atleta (Season best) | Recorde sul-americano | Recorde sul-americano (South America) | NM                         | Sem marca (No mark)                       |   |                                      |